# جاكوب موريلو
جاكوب موريلو (31 مارس 1993 في الإكوادور - ) هو رياضي ولاعب كرة قدم إكوادوري في مركزي الهجوم والوسط. لعب مع نادي أولميدو ونادي ديلفين.

## وصلات خارجية
- جاكوب موريلو على موقع قاعدة بيانات كرة القدم.إي يو (الإنجليزية)
- جاكوب موريلو على موقع ناشيونال فوتبول تيمز (الإنجليزية)
- جاكوب موريلو على موقع Soccerway.com (الإنجليزية)